# Силоті-наґрі
Силоті наґрі — абуґіда, яка використовується для запису силхетської мови. Силхетська мова поширена в області Силхет (північно-східний Бангладеш) та в долині Барак (південний Ассам); ця мова досить близька до бенгальської (70 — 80 % спільних слів) та ассамської мов. Часто силхетська мова вважається діалектом бенгальської. Силхетське письмо використовувалось лише мусульманами Силхету, де вони становлять переважаючу більшість (80 %). Силоті наґарі виникло після того, як в 1303 році землі сучасного Силхету були завойовані Шахом Джалалом (він був суфієм з Ємену). З тих часів у Силхеті почав поширюватися іслам. Силхетське письмо близьке до письма кайтхі та письма ґуджараті. Творці письма були під сильним персо-арабським впливом, оскільки в письмі нема розрізнення голосних за довготою, та не було вірами (щоправда, порівняно нещодавано віраму в письмо ввели). У 1870 році Абдул Карім започаткував друк письмом силоті наґрі. Було 7 друкарських верстатів, на яких у містах Сілхет, Сунамгандж, Шиллонг, Колката друкувалися книжки та принаймні одна газета. Пізніше письмо поступово почали забувати. Зараз відбувається відродження силхетського письма. Цим займаються в Бангладеші та у Великій Британії (в Британії живе більше 300000 силхетців).

## Знаки письма

### Знаки для голосних
Силоті наґрі має незалежні знаки для позначення голосних. Оскільки це письмо є абуґідою, то незалежні знаки для позначення голосних використовуються тоді, коли треба позначити подовження голосного, коли треба позначити два різних голосних поряд, або коли голосний потрібно написати на початку слова.
Залежні знаки для голосних слугують для заміни прикріпленого голосного о в знаках для приголосних на потрібний голосний.
Залежний знак двісвара, приєднаний до знака для приголосного, позначає дифтонг оі; цей же знак, приєднаний до залежного або незалежного знака для голосного, передає інші дифтонги — аі, ui.
ꠇꠂꠟꠣꠝ koilam
ꠈꠣꠂꠟꠣꠝ khailam
ꠛꠥꠂꠗꠤ buidhi
ꠅꠂꠘ oino
ꠀꠂꠛꠣꠞ aibar
Залежний знак ꠧ ō — це нововведення для передачі кінцевого довгого голосного ō, який є в наказовому способі деяких дієслів.
| Незалежні знаки  | Незалежні знаки               | Залежні знаки    | Залежні знаки                                  | Транскрипція IAST | Транскрипція МФА |
| Символ в Unicode | Малюнок                       | Символ в Unicode | Малюнок                                        | Транскрипція IAST | Транскрипція МФА |
| ---------------- | ----------------------------- | ---------------- | ---------------------------------------------- | ----------------- | ---------------- |
| ꠀ                | Буква А. Письмо силоті наґрі. | ꠣ                 | Буква А (залежний знак). Письмо силоті наґрі.  | a                 |                  |
| ꠁ                | Буква I. Письмо силоті наґрі. | ꠤ                 | Буква I (залежний знак). Письмо силоті наґрі.  | і                 |                  |
| ꠃ                | Буква U. Письмо силоті наґрі. | ꠥ                 | Буква U (залежний знак). Письмо силоті наґрі.  | u                 |                  |
| ꠄ                | Буква E. Письмо силоті наґрі. | ꠦ                 | Буква E (залежний знак). Письмо силоті наґрі.  | е                 |                  |
| ꠅ                | Буква O. Письмо силоті наґрі. |                  |                                                | о                 |                  |
|                  |                               | ꠧ                 | Буква OO (залежний знак). Письмо силоті наґрі. | ō                 |                  |
|                  |                               | ꠂ                 | Двісвара (залежний знак). Письмо силоті наґрі. | двісвара          | двісвара         |

### Приголосні
Кожен знак являє собою склад, складаючийся з приголосного та прикріпленого голосного о. Щоб змінити в складі цей голосний на інший, або щоб позначити назалізацію, до цього знаку дописують залежний знак для потрібного голосного, або залежний знак для назалізації. Щоб отримати приголосний без голосного, потрібно до знаку, який являє собою склад «приголосний + голосний о», додати віраму ꠆ (знак, відміняючий прикріплений голосний о). Для передачі скупчень приголосних можуть використовуватись лігатури зі знаків для приголосних.
| Символ в Unicode | Малюнок                          | Транскрипція IAST | Транскрипція МФА |
| ---------------- | -------------------------------- | ----------------- | ---------------- |
| ꠇ                | Буква KO. Письмо силоті наґрі.   | ko                |                  |
| ꠈ                | Буква KHO. Письмо силоті наґрі.  | kho               |                  |
| ꠉ                | Буква GO. Письмо силоті наґрі.   | go                |                  |
| ꠊ                | Буква GHO. Письмо силоті наґрі.  | gho               |                  |
| ꠌ                | Буква CO. Письмо силоті наґрі.   | co                |                  |
| ꠍ                | Буква CHO. Письмо силоті наґрі.  | cho               |                  |
| ꠎ                | Буква JO. Письмо силоті наґрі.   | jo                |                  |
| ꠏ                | Буква JHO. Письмо силоті наґрі.  | jho               |                  |
| ꠐ                | Буква TTO. Письмо силоті наґрі.  | ṭo                |                  |
| ꠑ                | Буква TTHO. Письмо силоті наґрі. | ṭho               |                  |
| ꠒ                | Буква DDO. Письмо силоті наґрі.  | ḍo                |                  |
| ꠓ                | Буква DDHO. Письмо силоті наґрі. | ḍho               |                  |
| ꠔ                | Буква TO. Письмо силоті наґрі.   | to                |                  |
| ꠕ                | Буква THO. Письмо силоті наґрі.  | tho               |                  |
| ꠖ                | Буква DO. Письмо силоті наґрі.   | do                |                  |
| ꠗ                | Буква DHO. Письмо силоті наґрі.  | dho               |                  |
| ꠘ                | Буква NO. Письмо силоті наґрі.   | no                |                  |
| ꠙ                | Буква PO. Письмо силоті наґрі.   | po                |                  |
| ꠚ                | Буква PHO. Письмо силоті наґрі.  | pho               |                  |
| ꠛ                | Буква BO. Письмо силоті наґрі.   | bo                |                  |
| ꠜ                | Буква BHO. Письмо силоті наґрі.  | bho               |                  |
| ꠝ                | Буква MO. Письмо силоті наґрі.   | mo                |                  |
| ꠞ                | Буква RO. Письмо силоті наґрі.   | ro                |                  |
| ꠟ                | Буква LO. Письмо силоті наґрі.   | lo                |                  |
| ꠠ                | Буква RRO. Письмо силоті наґрі.  | ṛo                |                  |
| ꠡ                | Буква SO. Письмо силоті наґрі.   | so                |                  |
| ꠢ                | Буква HO. Письмо силоті наґрі.   | ho                |                  |

### Інші знаки
| Символ в Unicode | Малюнок                                        | Назва            |
| ---------------- | ---------------------------------------------- | ---------------- |
| ꠋ                 | Анусвара (залежний знак). Письмо силоті наґрі. | анусвара         |
| ꠆                 | Хасанта (залежний знак). Письмо силоті наґрі.  | хасанта (вірама) |

Анусвара — залежний знак для позначення носового звуку [ŋ]. Цей знак ставиться над залежними або незалежними знаками для голосних.
ꠞꠋ rong
ꠛꠣꠋꠟꠣ bangla
ꠀꠋꠉꠥꠞ angur
ꠡꠋ shong
ꠡꠋꠉꠦ shonge
Раніше анусвара ставилась і над знаками для приголосних, але зараз найчастіше цей знак ставлять на знаками для голосних.
ꠛꠣꠋꠟꠣ або ꠛꠋꠣꠟꠣ bangla
Хасанта (вірама) — залежний знак, слугуючий для відміни прикріпленого голосного о в знаках для приголосних. Цей знак був введений приблизно після 1950-х років. Часто навіть зараз тексти друкуються без вірами.

### Цифри[14]
Письмо силоті наґрі використовує бенгальські цифри (позиційна десяткова система числення). Ці знаки можна використовувати так само, як і звичайні індо-арабські цифри. За допомогою бенгальських цифр можна записати число будь-якої величини, оскільки ця система позиційна.
| ০ | ১ | ২ | ৩ | ৪ | ৫ | ৬ | ৭ | ৮ | ৯ |
| 0 | 1 | 2 | 3 | 4 | 5 | 6 | 7 | 8 | 9 |

## Зразки письма

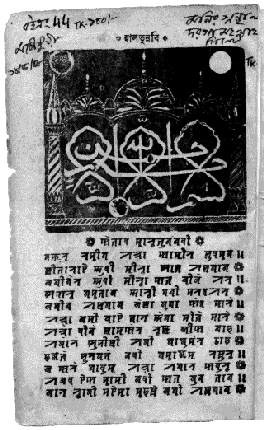
Книга "Халот-ун-Нобі", написана письмом силоті-наґрі. Автор — Садек Алі, середина 19-го століття.